# Milionia coronifera
Milionia coronifera är en fjärilsart som beskrevs av Semper 1901. Milionia coronifera ingår i släktet Milionia och familjen mätare. Inga underarter finns listade i Catalogue of Life.